# Alcis fredi
Alcis fredi är en fjärilsart som beskrevs av Eugen Wehrli 1941. Alcis fredi ingår i släktet Alcis och familjen mätare. Inga underarter finns listade i Catalogue of Life.